# Terence McKenna
Terence Kemp McKenna (Paonia, 16 de novembro de 1946 – São Rafael, 3 de abril de 2000) foi um escritor, orador, etnobotânico, psiconauta e historiador de arte norte-americano. Ele escreveu sobre uma variedade de assuntos, incluindo drogas psicodélicas, enteógenos à base de plantas, xamanismo, metafísica, alquimia, linguagem, filosofia, cultura, tecnologia, etnomicologia, ecologismo e as origens teóricas da consciência humana. Ele foi chamado de "Timothy Leary dos anos 90", "uma das principais autoridades nos fundamentos ontológicos do xamanismo" e a "voz intelectual da cultura rave". A recepção crítica do trabalho de Terence McKenna foi profundamente polarizada, com os críticos acusando-o de promover ideias perigosas e questionando sua sanidade, enquanto outros elogiaram sua escrita como inovadora, bem-humorada e intelectualmente provocativa.
Ele desenvolveu um fascínio pela natureza, psicologia e experiências visionárias desde jovem. Suas viagens pela Ásia e América do Sul nas décadas de 1960 e 1970 moldaram suas teorias sobre psicodélicos à base de plantas, particularmente cogumelos com psilocibina, que ele ajudou a popularizar por meio de métodos de cultivo e escritos. McKenna tornou-se um ícone da contracultura nas décadas de 1980 e 1990, ministrando palestras sobre psicodélicos, linguagem e metafísica, enquanto publicava livros influentes e era cofundador da Botanical Dimensions no Havaí.
McKenna foi um proeminente defensor do uso responsável de psicodélicos naturais — particularmente cogumelos com psilocibina, ayahuasca e DMT — que ele acreditava permitirem acesso a experiências visionárias profundas, dimensões alternativas e comunicação com entidades inteligentes. Ele se opôs às drogas sintéticas e à religião organizada, favorecendo tradições xamânicas e experiências espirituais diretas baseadas em plantas. McKenna especulou que os cogumelos com psilocibina poderiam ser vida extraterrestre inteligente e propôs a controversa teoria do macaco chapado, argumentando que os psicodélicos catalisaram a evolução humana, a linguagem e a cultura. Sua filosofia mais ampla imaginou um "renascimento arcaico" como uma resposta curativa aos males da civilização moderna.

## Biografia

### Vida pregressa
Terence McKenna nasceu e foi criado em Paonia, Colorado, com ascendência irlandesa do lado paterno da família.
Quando jovem, McKenna tinha como hobby a caça de fósseis, da qual adquiriu uma profunda apreciação científica da natureza. Aos 14 anos, ele se interessou por psicologia após ler o livro de Carl Jung, Psychology and Alchemy. Aos 14 anos, McKenna tomou conhecimento dos cogumelos mágicos pela primeira vez quando leu o artigo "Seeking the Magic Mushroom" da edição de 13 de maio de 1957 da revista Life. Ele começou a consumir cannabis quando era adolescente.
Aos 16 anos, McKenna mudou-se para Los Altos, Califórnia, para morar com amigos da família por um ano. Ele terminou o ensino médio em Lancaster. Em 1963, ele foi apresentado ao mundo literário dos psicodélicos por meio de The Doors of Perception e Heaven and Hell, de Aldous Huxley, e certas edições do The Village Voice, que publicaram artigos sobre psicodélicos.
McKenna disse que uma de suas primeiras experiências psicodélicas com sementes de glória-da-manhã lhe mostrou "que havia algo ali que valia a pena perseguir".

### Estudos e viagens
Em 1965, McKenna matriculou-se na Universidade da Califórnia em Berkeley e foi aceito no Tussman Experimental College. Enquanto estava na faculdade, em 1967, ele começou a estudar xamanismo por meio do estudo da religião popular tibetana. Naquele mesmo ano, que ele chamou de sua "fase de ópio e cabala", ele viajou para Jerusalém, onde conheceu Kathleen Harrison, uma etnobotânica que mais tarde se tornou sua esposa.
Em 1969, McKenna viajou para o Nepal motivado por seu interesse pela pintura tibetana e pelo xamanismo psicodélico. Ele procurou xamãs da tradição tibetana Bön, tentando aprender mais sobre o uso xamânico de plantas visionárias. Durante seu tempo lá, ele também estudou a língua tibetana e trabalhou como contrabandista de haxixe, até que "uma de suas remessas de Bombaim para Aspen caiu nas mãos da alfândega dos EUA". Ele então vagou pelo sudeste da Ásia observando ruínas, e passou um tempo como colecionador profissional de borboletas na Indonésia.
Após a morte de sua mãe de câncer em 1970, McKenna, seu irmão Dennis e três amigos viajaram para a Amazônia colombiana em busca de oo-koo-hé, uma preparação vegetal contendo dimetiltriptamina (DMT). Em vez de oo-koo-hé, eles encontraram campos cheios de cogumelos Psilocybe cubensis, que se tornaram o novo foco da expedição. Em La Chorrera, a pedido de seu irmão, McKenna foi sujeito de um experimento psicodélico no qual os irmãos tentaram "ligar o DNA da harmina com seu próprio DNA neural" (a harmina é outro composto psicodélico que eles usaram sinergicamente com os cogumelos), por meio do uso de um conjunto de técnicas vocais específicas. Eles levantaram a hipótese de que isso lhes daria acesso à memória coletiva da espécie humana e manifestaria a pedra filosofal dos alquimistas, que eles viam como uma "união hiperdimensional de espírito e matéria". McKenna afirmou que o experimento o colocou em contato com o "Logos": uma voz informativa e divina que ele acreditava ser universal para a experiência religiosa visionária. Ele também frequentemente se referia à voz como "o cogumelo" e "a voz do ensino", entre outros nomes. As supostas revelações da voz e a experiência psicodélica peculiar simultânea de seu irmão o levaram a explorar a estrutura de uma forma inicial do I Ching, o que levou à sua "Teoria da Novidade". Durante sua estadia na Amazônia, McKenna também se envolveu romanticamente com sua intérprete, Ev.
Em 1972, McKenna retornou à UC Berkeley para terminar seus estudos e em 1975, ele se formou em ecologia, xamanismo e conservação de recursos naturais. No outono de 1975, após se separar de sua namorada Ev no início do ano, McKenna começou um relacionamento com sua futura esposa e mãe de seus dois filhos, Kathleen Harrison.
Logo após se formarem, McKenna e Dennis publicaram um livro inspirado em suas experiências na Amazônia, The Invisible Landscape: Mind, Hallucinogens and the I Ching. As experiências dos irmãos na Amazônia foram o foco principal do livro True Hallucinations de McKenna, publicado em 1993. McKenna também começou a dar palestras localmente em Berkeley e começou a aparecer em algumas estações de rádio underground.

### Trabalhos desenvolvidos

#### Cultivo de cogumelos psilocibinos
McKenna, junto com seu irmão Dennis, desenvolveu uma técnica para cultivar cogumelos com psilocibina usando esporos que trouxeram da Amazônia para os Estados Unidos. Em 1976, os irmãos publicaram o que aprenderam no livro Psilocybin: Magic Mushroom Grower's Guide, sob os pseudônimos "O.T. Oss" e "O.N. Oeric". McKenna e seu irmão foram os primeiros a criar um método confiável para cultivar cogumelos com psilocibina em casa. Como explica o etnobiólogo Jonathan Ott, "[os] autores adaptaram a técnica de San Antonio (para produzir cogumelos comestíveis por meio do revestimento de culturas miceliais em um substrato de grãos de centeio) para a produção de Psilocybe [Stropharia] cubensis. A nova técnica envolvia o uso de utensílios de cozinha comuns e, pela primeira vez, o leigo era capaz de produzir um enteógeno potente em sua própria casa, sem acesso à tecnologia, equipamento ou suprimentos químicos sofisticados." Quando a edição revisada de 1986 foi publicada, Magic Mushroom Grower's Guide havia vendido mais de 100.000 cópias.

#### Discursos em públicos
No início da década de 1980, McKenna começou a falar publicamente sobre o tema das drogas psicodélicas, tornando-se um dos pioneiros do movimento psicodélico. Seu foco principal eram os psicodélicos naturais, como os cogumelos com psilocibina (que foram o catalisador de sua carreira), ayahuasca, cannabis e o derivado da planta DMT. Ele conduziu turnês de palestras e workshops promovendo psicodélicos naturais como uma forma de explorar mistérios universais, estimular a imaginação e restabelecer uma relação harmoniosa com a natureza. Embora associado aos Movimentos da Nova Era e do Potencial Humano, o próprio McKenna tinha pouca paciência para as sensibilidades da Nova Era. Ele enfatizou repetidamente a importância e a primazia da "presença sentida da experiência direta", em oposição ao dogma.
Além das drogas psicodélicas, McKenna falou sobre uma ampla gama de assuntos, incluindo xamanismo; metafísica; alquimia; linguagem; cultura; auto-capacitação; ambientalismo; tecnopaganismo; inteligência artificial; evolução; extraterrestres; ciência e cientificismo; a Web e realidade virtual.
McKenna logo se tornou uma figura da contracultura popular com Timothy Leary certa vez o apresentando como "uma das cinco ou seis pessoas mais importantes do planeta" e com o comediante Bill Hicks 'fazendo referência a ele em seu ato de stand-up e construindo uma rotina inteira em torno de suas ideias. McKenna também se tornou uma personalidade popular na cena rave/dance psicodélica do início dos anos 1990, com frequentes apresentações de palavra falada em raves e contribuições para álbuns psicodélicos e goa trance de The Shamen, Spacetime Continuum, Alien Project, Capsula, Entheogenic, Zuvuya, Shpongle e Shakti Twins. Em 1994, ele apareceu como palestrante no Starwood Festival, documentado no livro Tripping de Charles Hayes.
McKenna publicou vários livros no início e meados da década de 1990, incluindo: The Archaic Revival; Food of the Gods e True Hallucinations. Centenas de horas de palestras públicas de McKenna foram gravadas profissionalmente ou piratas e foram produzidas em fita cassete, CD e MP3. Segmentos de suas palestras foram amostrados por muitos músicos e DJs.
McKenna foi colega e amigo próximo do matemático do caos Ralph Abraham e do autor e biólogo Rupert Sheldrake. Ele conduziu vários debates públicos e muitos privados com eles de 1982 até sua morte. Esses debates eram conhecidos como triólogos e algumas das discussões foram posteriormente publicadas nos livros: Trialogues at the Edge of the West e The Evolutionary Mind.

#### Botanical Dimensions
Em 1985, McKenna fundou a Botanical Dimensions com sua então esposa, Kathleen Harrison. A Botanical Dimensions é uma reserva etnobotânica sem fins lucrativos na Ilha Grande do Havaí, estabelecida para coletar, proteger, propagar e compreender plantas de importância etnomédica e sua tradição, e apreciar, estudar e educar outras pessoas sobre plantas e cogumelos considerados significativos para a integridade cultural e o bem-estar espiritual. O jardim botânico de 19 acres (7,7 ha) é um repositório que contém milhares de plantas que foram usadas por povos indígenas das regiões tropicais e inclui um banco de dados de informações relacionadas às suas supostas propriedades curativas. McKenna esteve envolvido até 1992, quando se aposentou do projeto, após seu divórcio e de Kathleen no início do ano. Kathleen ainda administra a Botanical Dimensions como presidente e diretora de projetos.
Após o divórcio, McKenna mudou-se definitivamente para o Havaí, onde construiu uma casa modernista e criou um banco genético de plantas raras perto de sua casa. Anteriormente, ele dividia seu tempo entre o Havaí e Occidental, CA.

### Morte
McKenna sofria de enxaquecas há muito tempo, mas em 22 de maio de 1999 começou a ter dores de cabeça excepcionalmente extremas e dolorosas. Ele então desmaiou devido a uma convulsão. McKenna foi diagnosticado com glioblastoma multiforme, uma forma altamente agressiva de câncer no cérebro. Nos meses seguintes, ele passou por vários tratamentos, incluindo tratamento experimental com radiação gama. De acordo com a revista Wired, McKenna estava preocupado que seu tumor pudesse ter sido causado por seu uso de drogas psicodélicas ou por seus 35 anos de fumo diário de cannabis; no entanto, seus médicos garantiram que não havia relação causal.
No final de 1999, McKenna descreveu seus pensamentos sobre sua morte iminente ao entrevistador Erik Davis:
Eu sempre pensei que a morte viria na autoestrada em alguns momentos horríveis, então você não teria tempo para resolver isso. Ter meses e meses para olhar para isso e pensar sobre isso e conversar com as pessoas e ouvir o que elas têm a dizer, é uma espécie de bênção. É certamente uma oportunidade para crescer, se recompor e resolver tudo. Só de ouvir de um cara sério de jaleco branco que você vai morrer em quatro meses definitivamente acende as luzes. ... Isso torna a vida rica e comovente. Quando aconteceu pela primeira vez, e recebi esses diagnósticos, pude ver a luz da eternidade, à la William Blake, brilhando através de cada folha. Quer dizer, um inseto andando pelo chão me emocionou até as lágrimas.
McKenna morreu em 3 de abril de 2000, aos 53 anos.

### Incêndio na biblioteca
A biblioteca de McKenna, com mais de 3.000 livros raros e notas pessoais, foi destruída em um incêndio em Monterey, Califórnia, em 7 de fevereiro de 2007. Um índice da biblioteca de McKenna foi preservado por seu irmão Dennis.
McKenna estudou lepidoptera e entomologia na década de 1960, e seus estudos incluíram a caça de borboletas, principalmente na Colômbia e na Indonésia, criando uma grande coleção de espécimes de insetos. Após a morte de McKenna, sua filha, a artista e fotógrafa Klea McKenna, preservou sua coleção de insetos, transformando-a em uma instalação de galeria e publicando The Butterfly Hunter, um livro com 122 fotos de insetos de um conjunto de mais de 2.000 espécimes que McKenna coletou entre 1969 e 1972, juntamente com mapas de suas rotas de coleta por florestas tropicais no sudeste da Ásia e na América do Sul. A coleção de insetos de McKenna era consistente com seu interesse em exploradores e naturalistas da era vitoriana e sua visão de mundo baseada na observação atenta da natureza. Na década de 1970, quando ainda colecionava, ele ficou bastante enjoado e culpado pela necessidade de matar borboletas para coletá-las e classificá-las. De acordo com a filha de McKenna, isso o levou a interromper seus estudos entomológicos.

## Pensamento

### Psicodélicos
Terence McKenna defendeu a exploração de estados alterados da mente por meio da ingestão de substâncias psicodélicas naturais; por exemplo, e em particular, como facilitado pela ingestão de altas doses de cogumelos psicodélicos, ayahuasca e DMT, que ele acreditava ser a apoteose da experiência psicodélica. Ele estava menos fascinado pelas drogas sintéticas, afirmando: "Acho que as drogas devem vir do mundo natural e ser testadas por culturas orientadas para o xamanismo ... não se pode prever os efeitos a longo prazo de uma droga produzida em laboratório."
McKenna sempre enfatizou o uso responsável de substâncias psicodélicas, dizendo:
Os experimentadores devem ser muito cuidadosos. É preciso construir experiências. Essas são dimensões bizarras de extraordinário poder e beleza. Não há uma regra definida para evitar a sobrecarga, mas prossiga com cuidado, reflita bastante e sempre tente mapear as experiências na história da raça e nas realizações filosóficas e religiosas da espécie. Todos os compostos são potencialmente perigosos, e todos os compostos, em doses suficientes ou repetidos ao longo do tempo, envolvem riscos. A biblioteca é o primeiro lugar a se consultar quando se busca um novo composto.
Ele também recomendou, e frequentemente falava em tomar, o que ele chamou de "doses heróicas", que ele definiu como cinco gramas de cogumelos psilocibinos secos, tomados sozinhos, com o estômago vazio, na escuridão silenciosa e com os olhos fechados. Ele acreditava que, quando tomado dessa forma, alguém poderia esperar uma profunda experiência visionária, acreditando que é somente quando "morto" pelo poder do cogumelo que a mensagem se torna clara.
Embora McKenna evitasse dar sua lealdade a qualquer interpretação (parte de sua rejeição ao monoteísmo), ele estava aberto à ideia de psicodélicos como sendo "viagem transdimensional". Ele propôs que o DMT enviasse alguém para uma "dimensão paralela" e que os psicodélicos literalmente permitiam que um indivíduo encontrasse "entidades dimensionais superiores", ou o que poderiam ser ancestrais, ou espíritos da Terra, dizendo que se você pode confiar em suas próprias percepções, parece que você está entrando em uma "ecologia de almas". McKenna também apresentou a ideia de que os psicodélicos eram "portais para a mente gaiana", sugerindo que "o planeta tem um tipo de inteligência, pode realmente abrir um canal de comunicação com um ser humano individual" e que as plantas psicodélicas eram as facilitadoras dessa comunicação. McKenna falou de alucinações enquanto estava sob efeito de DMT, nas quais conheceu entidades inteligentes que ele descreveu como "elfos mecânicos autotransformadores".
Em uma versão mais radical da hipótese de panspermia dirigida do biofísico Francis Crick, McKenna especulou sobre a ideia de que os cogumelos com psilocibina podem ser uma espécie de alta inteligência, que pode ter chegado a este planeta como esporos migrando pelo espaço e que estão tentando estabelecer uma relação simbiótica com os seres humanos. Ele postulou que "inteligência, não vida, mas inteligência pode ter chegado aqui [à Terra] nesta forma de vida portadora de esporos". Ele disse: "Acho que essa teoria provavelmente será confirmada. Acho que em cem anos, se as pessoas fizerem biologia, acharão bastante tolo que as pessoas pensaram que esporos não poderiam ser soprados de um sistema estelar para outro pela pressão da radiação cósmica", e também acreditava que "poucas pessoas estão em posição de julgar seu potencial extraterrestre, porque poucas pessoas nas ciências ortodoxas já experimentaram todo o espectro de efeitos psicodélicos que são liberados".
McKenna se opôs ao cristianismo e à maioria das formas de religião organizada ou formas de despertar espiritual baseadas em gurus, favorecendo o xamanismo, que ele acreditava ser o paradigma espiritual mais amplo disponível, afirmando que:
O que eu acho que aconteceu é que no mundo da pré-história toda religião era experiencial e se baseava na busca do êxtase por meio das plantas. E em algum momento, muito cedo, um grupo se interpôs entre as pessoas e a experiência direta do "Outro". Isso criou hierarquias, sacerdócios, sistemas teológicos, castas, rituais, tabus. O xamanismo, por outro lado, é uma ciência experiencial que lida com uma área sobre a qual nada sabemos. É importante lembrar que nossas ferramentas epistemológicas se desenvolveram de forma muito desigual no Ocidente. Sabemos muito sobre o que se passa no coração do átomo, mas não sabemos absolutamente nada sobre a natureza da mente.
Durante os últimos anos de sua vida e carreira, McKenna se envolveu muito com o reino teórico da tecnologia. Ele foi um dos primeiros defensores da singularidade tecnológica e em sua última palestra pública registrada, Psychedelics in the age of intelligent machines, ele delineou os laços entre psicodélicos, tecnologia de computação e humanos. Ele também se apaixonou pela Internet, chamando-a de "o nascimento da mente global", acreditando que ela seria um lugar onde a cultura psicodélica poderia florescer. Seja filosófica ou religiosamente, ele expressou admiração por Marshall McLuhan, Alfred North Whitehead, Pierre Teilhard de Chardin, Carl Jung e Platão, enquanto considerava o filósofo grego Heráclito como seu filósofo favorito.
McKenna também expressou admiração pelas obras dos escritores Aldous Huxley, James Joyce, cujo livro Finnegans Wake ele chamou de "a obra de arte quintessencial, ou pelo menos a obra da literatura do século XX", o escritor de ficção científica Philip K. Dick, que ele descreveu como um "gênio incrível", o fabulista Jorge Luis Borges, com quem McKenna compartilhava a crença de que "espalhados pelo mundo comum há livros e artefatos e talvez pessoas que são como portais para reinos impossíveis, de verdades impossíveis e contraditórias" e Vladimir Nabokov.

### Teoria do macaco chapado
A hipótese de McKenna sobre a influência dos cogumelos com psilocibina na evolução humana é conhecida como "a teoria do macaco chapado".
Em seu livro de 1992, Food of the Gods, McKenna propôs que a transformação dos primeiros ancestrais dos humanos, Homo erectus, para a espécie Homo sapiens envolveu principalmente a adição do cogumelo Psilocybe cubensis na dieta, um evento que, de acordo com sua teoria, ocorreu por volta de 100.000 a.C. (quando ele acreditava que os humanos divergiram do gênero Homo). McKenna baseou sua teoria nos efeitos, ou supostos efeitos, produzidos pelo cogumelo ao citar estudos de Roland Fischer et al. do final da década de 1960 ao início da década de 1970.
McKenna afirmou que, devido à desertificação do continente africano naquela época, os precursores humanos foram forçados a deixar o dossel tropical em declínio em busca de novas fontes de alimento. Ele acreditava que eles estariam seguindo grandes rebanhos de gado selvagem cujo esterco abrigava os insetos que, ele propôs, eram sem dúvida parte de sua nova dieta, e teriam localizado e começado a comer Psilocybe cubensis, frequentemente encontrado crescendo em fezes de vaca.

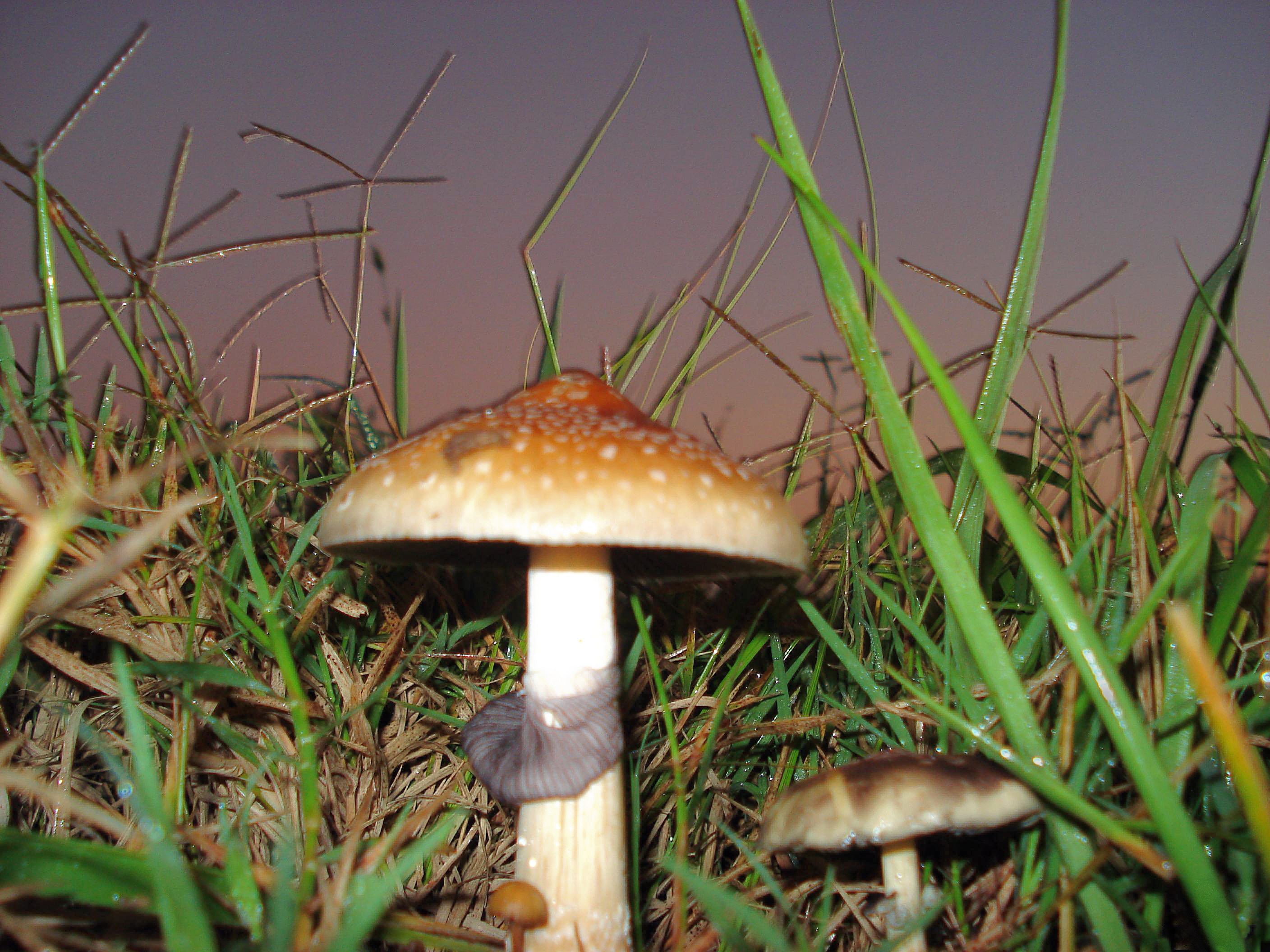
Psilocybe cubensis: o cogumelo que contém psilocibina, central na teoria do macaco chapado de McKenna sobre a evolução humana.

A hipótese de McKenna era que doses baixas de psilocibina melhoravam a acuidade visual, particularmente a detecção de bordas, o que significa que a presença de psilocibina na dieta dos primeiros primatas caçadores de matilha fazia com que os indivíduos que consumiam cogumelos com psilocibina fossem melhores caçadores do que aqueles que não consumiam, resultando em um aumento no suprimento de alimentos e, por sua vez, uma maior taxa de sucesso reprodutivo. Então, em doses ligeiramente mais altas, ele argumentou, o cogumelo atua para excitar sexualmente, levando a um maior nível de atenção, mais energia no organismo e potencial ereção nos machos, tornando-o ainda mais benéfico evolutivamente, pois resultaria em mais descendentes. Em doses ainda mais altas, McKenna propôs que o cogumelo teria agido para "dissolver fronteiras", promovendo laços comunitários e atividades sexuais em grupo. Consequentemente, haveria uma mistura de genes, maior diversidade genética e um senso comum de responsabilidade pela prole do grupo. Nessas doses mais altas, McKenna também argumentou que a psilocibina estaria desencadeando atividade na "região de formação da linguagem do cérebro", manifestando-se como música e visões, catalisando assim o surgimento da linguagem nos primeiros hominídeos ao expandir "seu repertório arbóreo evoluído de sinais de tropa". Ele também apontou que a psilocibina dissolveria o ego e "as preocupações religiosas estariam na vanguarda da consciência da tribo, simplesmente por causa do poder e da estranheza da própria experiência".
De acordo com McKenna, o acesso e a ingestão de cogumelos foram uma vantagem evolutiva para os ancestrais caçadores-coletores onívoros dos humanos, também proporcionando o primeiro impulso religioso da humanidade. Ele acreditava que os cogumelos com psilocibina eram o "catalisador evolutivo" do qual surgiram a linguagem, a imaginação projetiva, as artes, a religião, a filosofia, a ciência e toda a cultura humana.

#### Críticas
A teoria do macaco chapado de McKenna não recebeu atenção da comunidade científica e foi criticada por uma relativa falta de citação de qualquer evidência paleoantropológica que embasa nossa compreensão das origens humanas. Suas ideias sobre psilocibina e acuidade visual foram criticadas como deturpações das descobertas de Fischer et al., que publicaram estudos sobre parâmetros de percepção visual além da acuidade. As críticas também apontaram para um estudo separado sobre a transformação do espaço visual induzida por psilocibina, no qual Fischer et al. afirmaram que a psilocibina "pode não ser propícia à sobrevivência do organismo". Há uma falta de evidências científicas de que a psilocibina aumenta a excitação sexual e, mesmo que isso aconteça, não necessariamente implicaria uma vantagem evolutiva. Outros apontaram para civilizações como os astecas, que usavam cogumelos psicodélicos (pelo menos entre a classe sacerdotal), que não refletiam o modelo de McKenna de como as culturas que usavam psicodélicos se comportariam, por exemplo, realizando sacrifícios humanos. Há também exemplos de comunidades amazônicas, como os jivaro e os yanomami, que usam ayahuasca cerimoniosamente e que são conhecidas por se envolverem em comportamento violento. Isso, argumenta-se, indica que o uso de plantas psicodélicas não suprime necessariamente o ego e cria sociedades harmoniosas.

### Renascimento arcaico
Um dos principais temas que percorrem a obra de McKenna, e o título do seu segundo livro, era a ideia de que a civilização ocidental estava a passar pelo que ele chamou de "renascimento arcaico".
Sua hipótese era que a sociedade ocidental havia se tornado "doente" e estava passando por um "processo de cura": da mesma forma que o corpo humano começa a produzir anticorpos quando se sente doente, a humanidade como um todo coletivo (no sentido junguiano) estava criando "estratégias para superar a condição da doença" e tentando se curar, pelo que ele chamou de "uma reversão a valores arcaicos". McKenna apontou fenômenos como surrealismo, expressionismo abstrato, piercings e tatuagens, uso de drogas psicodélicas, permissividade sexual, jazz, dança experimental, cultura rave, rock and roll e teoria da catástrofe, entre outros, como evidências de que esse processo estava em andamento. Essa ideia está ligada à teoria do macaco chapado de McKenna sobre a evolução humana, com ele a ver o "renascimento arcaico" como um impulso para regressar à relação simbiótica e feliz que ele acreditava que a humanidade teve outrora com o cogumelo da psilocibina.
Ao diferenciar sua ideia da "Nova Era", um termo que, na sua opinião, banalizava o significado da próxima fase da evolução humana, McKenna afirmou que: "A Nova Era é essencialmente uma psicologia humanística ao estilo dos anos 80, com a adição do neoxamanismo, da canalização, da cura por cristais e ervas. O renascimento arcaico é um fenômeno muito maior e mais global que pressupõe que estamos recuperando as formas sociais do Neolítico tardio e remonta a Sigmund Freud, ao surrealismo, ao expressionismo abstrato, até mesmo a um fenômeno como o nazismo, que é uma força negativa. Mas a ênfase no ritual, na atividade organizada, na consciência racial/ancestral – esses são temas que foram trabalhados ao longo de todo o século XX, e o renascimento arcaico é uma expressão disso."

### Teoria da novidade e Timewave Zero
A teoria da novidade é uma ideia pseudocientífica que pretende prever o fluxo e refluxo da novidade no universo como uma qualidade inerente do tempo, propondo que o tempo não é uma constante, mas tem várias qualidades que tendem ao "hábito" ou à "novidade". O hábito, neste contexto, pode ser considerado entrópico, repetitivo ou conservador; e a novidade como fenômeno criativo, disjuntivo ou progressivo. A ideia de McKenna era que o universo é um motor projetado para a produção e conservação da novidade e que, à medida que a novidade aumenta, a complexidade também aumenta. Com cada nível de complexidade alcançado, tornando-se a plataforma para uma nova ascensão à complexidade.
A base da teoria foi concebida em meados da década de 1970, depois que as experiências de McKenna com cogumelos psilocibinos em La Chorrera, na Amazônia, o levaram a estudar de perto a sequência do Rei Wen do I Ching.
Na filosofia taoísta asiática, fenômenos opostos são representados pelo yin e yang. Ambos estão sempre presentes em tudo, mas a influência de cada um varia ao longo do tempo. As linhas individuais do I Ching são compostas por Yin (linhas tracejadas) e Yang (linhas sólidas). Ao examinar a sequência do Rei Wen de 64 hexagramas, McKenna notou um padrão. Ele analisou o "grau de diferença" entre os hexagramas em cada par sucessivo e afirmou ter encontrado uma anomalia estatística, que ele acreditava sugerir que a sequência do Rei Wen foi construída intencionalmente, com a sequência de hexagramas ordenada de forma altamente estruturada e artificial, e que esse padrão codificava a natureza do fluxo do tempo no mundo. Com os graus de diferença como valores numéricos, McKenna elaborou uma forma de onda matemática baseada nas 384 linhas de mudança que compõem os 64 hexagramas. Ele foi capaz de representar graficamente os dados e isso se tornou a Onda do Tempo da Novidade.
Peter J. Meyer (Peter Johann Gustav Meyer), em colaboração com McKenna, estudou e desenvolveu a teoria da novidade, elaborando uma fórmula matemática e desenvolvendo o software Timewave Zero (cuja versão original foi concluída em julho de 1987), permitindo-lhes representar graficamente e explorar sua dinâmica em um computador. O gráfico era fractal: ele exibia um padrão no qual uma determinada pequena seção da onda era considerada idêntica em forma a uma seção maior da onda. McKenna chamou essa modelagem fractal do tempo de "ressonância temporal", propondo que isso implicava que intervalos maiores, ocorrendo há muito tempo, continham a mesma quantidade de informações que intervalos mais curtos e recentes. Ele sugeriu que a oscilação para cima e para baixo da onda mostra uma oscilação contínua entre o hábito e a novidade, respectivamente. Com cada iteração sucessiva tendendo, em um nível crescente, em direção à novidade infinita. Assim, de acordo com a teoria da novidade, o próprio padrão do tempo está a acelerar, sendo um requisito da teoria que a novidade infinita seja alcançada numa data específica.
McKenna acreditava que eventos na história poderiam ser identificados, o que o ajudaria a localizar a data final da onda temporal e tentou encontrar o melhor ajuste do gráfico ao campo de dados da história humana. O último harmônico da onda tem uma duração de 67,29 anos. O crescimento populacional, o pico do petróleo e as estatísticas de poluição foram alguns dos fatores que o apontaram para uma data final no início do século XXI e, ao procurar um evento particularmente novo na história humana como um sinal de que a fase final havia começado, McKenna escolheu o lançamento da bomba atômica em Hiroshima. Isso ajustou seu gráfico para chegar a zero em meados de novembro de 2012. Quando ele descobriu mais tarde que o fim do 13º baktun no calendário maia havia sido correlacionado por estudiosos maias ocidentais como 21 de dezembro de 2012, ele adotou a data final deles.
McKenna via o universo, em relação à teoria da novidade, como tendo um atrator teleológico no fim dos tempos, o que aumenta a interconexão e eventualmente atingiria uma singularidade de complexidade infinita. Ele também frequentemente se referia a isso como "o objeto transcendental no fim dos tempos". Ao descrever esse modelo do universo, ele afirmou que: "O universo não está sendo empurrado por trás. O universo está sendo puxado do futuro em direção a uma meta que é tão inevitável quanto uma bolinha de gude atingindo o fundo de uma tigela quando você a solta perto da borda. Se você fizer isso, você sabe que a bolinha rolará pela lateral da tigela, para baixo, para baixo, para baixo - até que eventualmente ela pare no estado de energia mais baixo, que é o fundo da tigela. Esse é precisamente o meu modelo da história humana. Estou sugerindo que o universo é puxado em direção a um atrator complexo que existe à nossa frente no tempo, e que nossa velocidade cada vez mais acelerada através do mundo fenomenal de conectividade e novidade é baseada no fato de que agora estamos muito, muito perto do atrator." Portanto, de acordo com a interpretação final de McKenna dos dados e posicionamento do gráfico, em 21 de dezembro de 2012, estaríamos na posição única no tempo em que a máxima novidade seria experimentada. Um evento que ele descreveu como uma "concrescência", um "'giro' apertado" com tudo fluindo junto. Especulando que "quando as leis da física são obviadas, o universo desaparece, e o que resta é o plenum firmemente ligado, a mônada, capaz de se expressar por si mesma, em vez de apenas ser capaz de lançar uma sombra na physis como seu reflexo... Será a entrada de nossa espécie no 'hiperespaço', mas parecerá ser o fim das leis físicas, acompanhado pela liberação da mente na imaginação."
A teoria da novidade é considerada pseudociência. Entre as críticas estão o uso da numerologia para derivar datas de eventos importantes na história mundial, a data final arbitrária em vez de calculada da onda de tempo e o ajuste aparente do eschaton de novembro de 2012 a dezembro de 2012 para coincidir com o calendário maia. Outras datas supostas não se encaixam nos prazos reais: a data reivindicada para o surgimento do Homo sapiens é imprecisa em 70.000 anos, e a existência das antigas civilizações suméria e egípcia contradiz a data que ele deu para o início do "tempo histórico". Algumas datas projetadas foram criticadas por terem rótulos aparentemente arbitrários, como o "ápice da era dos mamíferos" e a análise de eventos históricos de McKenna foi criticada por ter um viés eurocêntrico e cultural.

## Publicações

### Livros
- McKenna, Terence; McKenna, Dennis (1975). The Invisible Landscape: Mind, Hallucinogens, and the I Ching. New York: Seabury. ISBN 978-0-8164-9249-7
- McKenna, Terence; McKenna, Dennis (1976). Psilocybin: Magic Mushroom Grower's Guide. Under the pseudonyms OT Oss and ON Oeric. Berkeley, CA: And/Or Press. ISBN 978-0-915904-13-6
- McKenna, Terence (1991). The Archaic Revival: Speculations on Psychedelic Mushrooms, the Amazon, Virtual Reality, UFOs, Evolution, Shamanism, the Rebirth of the Goddess, and the End of History. San Francisco: Harper San Francisco. ISBN 978-0-06-250613-9
- McKenna, Terence (1992a). Food of the Gods: The Search for the Original Tree of Knowledge – A Radical History of Plants, Drugs, and Human Evolution. New York: Bantam. ISBN 978-0-553-07868-8
- McKenna, Terence (1992b). Synesthesia. Illustrated by Ely, Timothy C. New York: Granary Books. OCLC 30473682
- Sheldrake, Rupert; McKenna, Terence; Abraham, Ralph H. (1992). Trialogues at the Edge of the West: Chaos, Creativity, and the Resacralization of the World. Forward by Houston, Jean. [S.l.]: Bear & Company. ISBN 978-0-939680-97-9
- McKenna, Terence (1993). True Hallucinations: Being an Account of the Author's Extraordinary Adventures in the Devil's Paradise. San Francisco: Harper San Francisco. ISBN 978-0-06-250545-3
- Sheldrake, Rupert; McKenna, Terence; Abraham, Ralph H. (1998). The Evolutionary Mind: Conversations on Science, Imagination & Spirit. [S.l.]: Monkfish Book Publishing. ISBN 978-0-9749359-7-3

### Discursos
- History Ends in Green: Gaia, Psychedelics and the Archaic Revival, 6 audiocassette set, Mystic Fire audio, 1993, ISBN 978-1-56176-907-0 (recorded at the Esalen Institute, 1989)
- TechnoPagans at the End of History (transcription of rap with Mark Pesce from 1998)
- Psychedelics in the Age of Intelligent Machines (1999) (DVD) HPX/SurrealStudio
- Conversations on the Edge of Magic (1994) (CD & Cassette) ACE
- Rap-Dancing into the Third Millennium (1994) (Cassette) (Re-issued on CD as The Quintessential Hallucinogen) ACE
- Packing For the Long Strange Trip (1994) (Audio Cassette) ACE
- Global Perspectives and Psychedelic Poetics (1994) (Cassette) Sound Horizons Audio-Video, Inc.
- The Search for the Original Tree of Knowledge (1992) (Cassette) Sounds True
- The Psychedelic Society (DVD & Video Cassette) Sound Photosynthesis
- True Hallucinations Workshop (Audio/Video Cassette) Sound Photosynthesis
- The Vertigo at History's Edge: Who Are We? Where Have We Come From? Where Are We Going? (DVD & Video/Audio Cassette) Sound Photosynthesis
- Ethnobotany and Shamanism (DVD & Video/Audio Cassette) Sound Photosynthesis
- Shamanism, Symbiosis and Psychedelics Workshop (Audio/Video Cassette) Sound Photosynthesis
- Shamanology (Audio Cassette) Sound Photosynthesis
- Shamanology of the Amazon (w/ Nicole Maxwell) (Audio/Video Cassette) Sound Photosynthesis
- Beyond Psychology (1983) (Audio Cassette) Sound Photosynthesis
- Understanding & the Imagination in the Light of Nature Parts 1 & 2 (DVD & Video/Audio Cassette) Sound Photosynthesis
- Ethnobotany (a complete course given at The California Institute of Integral Studies) (Audio Cassette) Sound Photosynthesis
- Non-ordinary States of Reality Through Vision Plants (Audio Cassette) Sound Photosynthesis
- Mind & Time, Spirit & Matter: The Complete Weekend in Santa Fe (Audio/Video Cassette) Sound Photosynthesis
- Forms and Mysteries: Morphogenetic Fields and Psychedelic Experiences (w/ Rupert Sheldrake) (DVD & Video/Audio Cassette) Sound Photosynthesis
- UFO: The Inside Outsider (DVD & Video/Audio Cassette) Sound Photosynthesis
- A Calendar for The Goddess (DVD & Video/Audio Cassette) Sound Photosynthesis
- A Magical Journey: Including Hallucinogens and Culture, Time and The I Ching, and The Human Future (Video Cassette) TAP/Sound Photosynthesis
- Aliens and Archetypes (Video Cassette) TAP/Sound Photosynthesis
- Angels, Aliens and Archetypes 1987 Symposium: Shamanic Approaches to the UFO, and Fairmont Banquet Talk (DVD & Video/Audio Cassette) Sound Photosynthesis
- Botanical Dimensions (Audio Cassette) Sound Photosynthesis
- Conference on Botanical Intelligence (w/ Joan Halifax, Andy Weil, & Dennis McKenna) (Audio Cassette) Sound Photosynthesis
- Coping With Gaia's Midwife Crisis (Audio Cassette) Sound Photosynthesis
- Dreaming Awake at the End of Time (DVD & Video/Audio Cassette) Sound Photosynthesis
- Evolving Times (DVD, CD & Video/Audio Cassette) Sound Photosynthesis
- Food of the Gods (Audio/Video Cassette) Sound Photosynthesis
- Food of the Gods 2: Drugs, Plants and Destiny (Video Cassette) Sound Photosynthesis
- Hallucinogens in Shamanism & Anthropology at Bridge Psychedelic Conf.1991 (w/ Ralph Metzner, Marlene Dobkin De Rios, Allison Kennedy & Thomas Pinkson) (Audio Cassette) Sound Photosynthesis
- Finale – Bridge Psychedelic Conf.1991 (Audio/Video Cassette) Sound Photosynthesis
- Man and Woman at the End of History (w/ Riane Eisler) (Audio Cassette) Sound Photosynthesis
- Plants, Consciousness, and Transformation (1995) (Audio Cassette) Sound Photosynthesis
- Metamorphosis (w/ Rupert Sheldrake & Ralph Abraham) (1995) (Video Cassette) Mystic Fire/Sound Photosynthesis
- Nature is the Center of the Mandala (Audio Cassette) Sound Photosynthesis
- Opening the Doors of Creativity (1990) (DVD & Video/Audio Cassette) Sound Photosynthesis
- Places I Have Been (CD & Audio Cassette) Sound Photosynthesis
- Plants, Visions and History Lecture (Audio/Video Cassette) Sound Photosynthesis
- Psychedelics Before and After History (DVD & Video/Audio Cassette) Sound Photosynthesis
- Sacred Plants As Guides: New Dimensions of the Soul (at the Jung Society Clairemont, California) (DVD & Video/Audio Cassette) Sound Photosynthesis
- Seeking the Stone (Video Cassette) Sound Photosynthesis
- Shamanism: Before and Beyond History – A Weekend at Ojai (w/ Ralph Metzner) (Audio/Video Cassette) Sound Photosynthesis
- Shedding the Monkey (Audio Cassette) Sound Photosynthesis
- State of the Stone '95 (Audio Cassette) Sound Photosynthesis
- The Ethnobotany of Shamanism Introductory Lecture: The Philosophical Implications of Psychobotony: Past, Present and Future (at CIIS) (Audio/Video Cassette) Sound Photosynthesis
- The Ethnobotany of Shamanism Workshop: Psychedelics Before and After History (at CIIS) (Audio Cassette) Sound Photosynthesis
- The Grammar of Ecstasy – the World Within the Word (Audio Cassette) Sound Photosynthesis
- The Light at the End of History (Audio/Video Cassette) Sound Photosynthesis
- The State of the Stone Address: Having Archaic and Eating it Too (Audio Cassette) Sound Photosynthesis
- The Taxonomy of Illusion (at UC Santa Cruz) (DVD & Video/Audio Cassette) Sound Photosynthesis
- This World ...and Its Double (DVD & Video/Audio Cassette) Sound Photosynthesis
- Trialogues at the Edge of the Millennium (w/ Rupert Sheldrake & Ralph Abraham) (at UC Santa Cruz) (1998) (Video Cassette) Trialogue Press

### Discografia
- Re : Evolution com The Shamen (1992)
- Dream Matrix Telemetry com Zuvuya (1993)
- Alien Dreamtime com Spacetime Continuum & Stephen Kent (2003)
- "Reclaim Your Mind" com Mark Pontius (2020)[89]

### Filmografia
- Experiment at Petaluma (1990)
- Prague Gnosis: Terence McKenna Dialogues (1992)
- The Hemp Revolution (1995)
- Terence McKenna: The Last Word (1999)
- Shamans of the Amazon (2001)
- Alien Dreamtime (2003)
- 2012: The Odyssey (2007)
- The Alchemical Dream: Rebirth of the Great Work (2008)
- Manifesting the Mind (2009)
- Cognition Factor (2009)
- DMT: The Spirit Molecule (2010)
- 2012: Time for Change (2010)
- The Terence McKenna OmniBus (2012)
- The Transcendental Object at the End of Time (2014)
- Terence McKenna's True Hallucinations (2016)